# Saint-Hippolyte-de-Caton
Saint-Hippolyte-de-Caton è un comune francese di 206 abitanti situato nel dipartimento del Gard, nella regione dell'Occitania.

## Società

### Evoluzione demografica
Abitanti censiti